# رياض الفتح
لؤلؤة معمارية من الزجاج الخرسانة مبنية على مرتفعات المشجرة للجزائر هو مـجـمــع تــجــاري وثقــافي بني من طرف الشركة الكندية لافلان، الذي افتتح في شباط / فبراير 1986 من قبل الرئيس الشاذلي بن جديد تحت تسمية مركز الفنون رياض الفتح.
مهمته، كما هو مبين على اللوحة التي تشكل الجزء الخلفي من الساعة التي أقيمت عند مدخل المركز، كانت في نفس الوقت ثقافية واجتماعية واقتصادية.
يضــم أسواقا حديـثـة ومطـاعم وقاعـات للسينما، وفيه متحــف المجاهديـن الذي تعكس محتوياته المراحل التاريخية التي عرفتها الجزائر، وفيه أيضا قرية لأرباب الصناعات والحرف الشعبية التقليدية، وتتخلله مساحات خضراء جميلة. وهذا المجمع (المتحف) مبني تحت الأرض، فيه مقام الشهيد، مبني على شكل نخلة طولها (92) مترا، وحوله أشكال مصنوعة من البازلت، ترمز إلى النهضة الجزائرية في مجالاتها الثلاثة: الصناعية والزراعية والثقافية.